# Jardim do Príncipe Real
De Jardim do Príncipe Real is een tuin in de Portugese hoofdstad Lissabon, gelegen in de buurt van de wijk Bairro Alto. De tuin werd aangelegd in de 19e eeuw. Een opvallende boom in het park is de Mexicaanse cipres, met een diameter van meer dan 20 meter. In het park worden meerdere evenementen gehouden, waaronder de wekelijkse markt voor biologische landbouwproducten op zaterdag. Daarnaast zijn er in het park verschillende gelegenheden om iets te eten of te drinken. Onder het park ligt een 19e-eeuws waterreservoir, het Reservatório da Patriarcal, dat onderdeel is van het Museu da Água. Het reservoir is toegankelijk voor publiek op zaterdagen.